# Метр
Метр (від грец. μέτρον — міра, розмір) — одиниця вимірювання довжини в Міжнародній системі одиниць (SI) та в деяких інших метричних системах одиниць. Скорочено метр позначається малою літерою м, міжнародне позначення m.

## Еталон метра
Сучасне визначення еталона метра було ухвалене на XXVI Генеральній конференції мір і ваг 2018 року і набуло чинності 20 травня 2019 року:
|                                                                                         | Метр (позначення — м) є одиницею довжини в SI. Він визначається фіксацією числового значення швидкості світла у вакуумі c = 299 792 458 в одиницях м с−1, де секунда визначається через частоту випромінювання {\displaystyle \Delta \nu _{Cs}} що відповідає переходу між двома надтонкими рівнями основного стану атома цезію-133. Оригінальний текст (англ.) The metre, symbol m, is the SI unit of length. It is defined by taking the fixed numerical value of the speed of light in vacuum, c, to be 299 792 458 when expressed in the unit m s−1, where the second is defined in terms of the caesium frequency {\displaystyle \Delta \nu _{Cs}}. |
| — 2.3 Definitions of the SI units // The International System of Units (SI), стор. 131. | |

Це визначення передбачає точне значення для швидкості світла у вакуумі c = 299 792 458 м·с−1. В оберненому вигляді це співвідношення дає точне вираження метра через визначальні константи c і {\displaystyle \Delta \nu _{Cs}}:
1 м = {\displaystyle \left({\frac {c}{299792458}}\right)} c = {\displaystyle {\frac {9192631770}{299792458}}{\frac {c}{\Delta \nu _{Cs}}}\approx \ 30,633319{\frac {c}{\Delta \nu _{Cs}}}}
Сутність цього висновку формально зводиться до варіанту визначення, який був до того прийнятий Резолюцією 1 XVII Генеральної конференції з мір і ваг 1983 року:
| 1 метр дорівнює довжині шляху, який проходить у вакуумі світло за 1/299 792 458 частину секунди. |

Таке означення було прийняте, виходячи з тих міркувань, що швидкість світла є фундаментальною фізичною константою, яка повинна бути визначеною точно, без похибки. Її значення було зафіксоване на величині 299 792 458 м/c.
Щодо метра таке визначення означає, що його значення повинно бути визначене експериментально. При цьому виникає деяка похибка. Для практичних цілей у лабораторіях метр порівнюють із довжиною хвилі певного випромінювання.
Оскільки метр є однією із семи основних одиниць SI, через нього визначаються багато похідних одиниць. Оскільки точність будь-яких вимірювань не може бути вищою, ніж точність визначення одиниці, розробка методів точного відтворення метра має важливе значення для розвитку науки й техніки.

## Історія
До Великої французької революції майже кожна країна мала свої одиниці вимірювання довжини. Часто система таких одиниць була заплутаною й складною для порівняння. Ідеї встановлення десяткової системи для одиниць вимірювання висловлювалася ще в XVII ст., однак шлях до її практичного втілення відкрили тільки революційні події у Франції.

### Ідея секундного маятника
Розвиток науки в XVII ст. вимагав універсальної одиниці вимірювання, в основі визначення якої лежало б фізичне явище. Італієць Тіто Лівіо Бураттіні запропонував назвати таку одиницю metro cattolico, що в перекладі з італійської означає універсальна міра.
Англієць Джон Вілкінс запропонував вибрати як таку одиницю довжину маятника, половина періоду коливання якого дорівнювала б одній секунді. Такий маятник продемонстрував Християн Гюйгенс. Довжина цього маятника близька до сучасного визначення метра. Однак, незабаром з'ясувалося, що довжина секундного маятника залежить від місця на Землі: французький астроном Жан Рішер встановив, що вона відрізняється в Парижі й в Каєнні, Французька Гвіана, на 0,3 %.
Талейран воскресив ідею секундного маятника перед Установчими зборами 1790 року, запропонувавши зафіксувати вимірювання 45° північної широти, однак ідея не прижилася.

### Порівняння з паризьким меридіаном

Одна десятимільйонна частина від чверті Паризького меридіана лягла в основу еталона метра (1795)

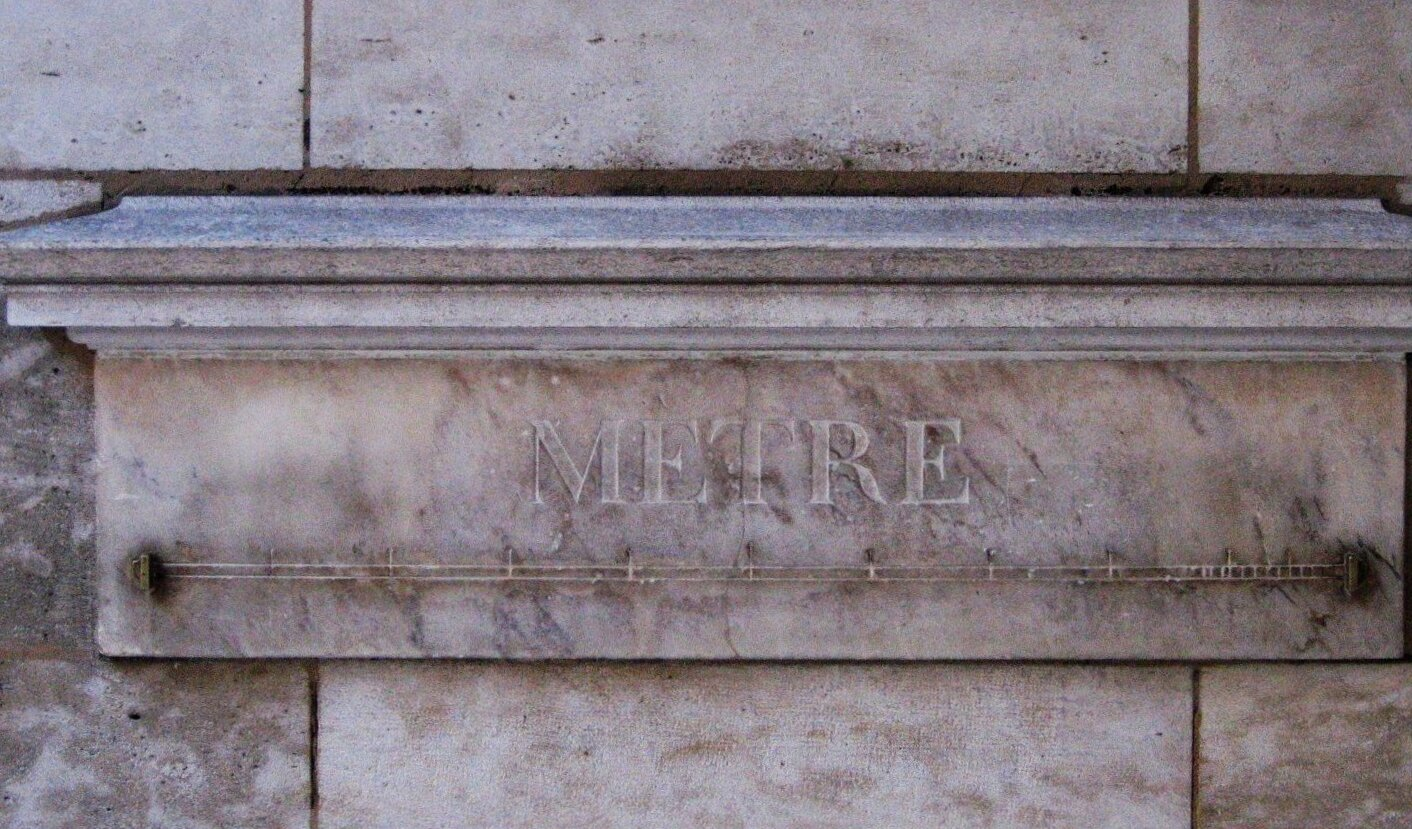
Один з публічних еталонів метра, встановлених на вулицях Парижа у 1795—1796 рр.

30 березня 1791 року Французькою академією наук була прийнята пропозиція визначати метр через довжину меридіана як одну сорокамільйонну частину від довжини Паризького меридіана (тобто одну десятимільйонну частину відстані від Північного полюса до екватора по поверхні земного еліпсоїда на довготі Парижа), що, на думку вчених, робило цю одиницю довжини «природною», тобто взятою безпосередньо з природи мірою. Окрім тієї вигоди, що таке рішення було доступним для французьких геодезистів, була перевага ще й у тому, що частина відстані від Дюнкерка до Барселони (близько 1000 км, тобто одна десята від загальної відстані) могла прокластись від початкової до кінцевої точок, розташованих на рівні моря, а якраз ця частина знаходилась посередині чверті кола, де вплив форми Землі, що не є правильною сферою, був би найменшим. Ідея прив'язати одиницю вимірювання довжини до довжини меридіана була не новою: аналогічно раніше були визначені морська миля і льє.
Вирішення завдання реформи системи мір ще раніше було доручене комісії Академії наук, яку очолював Жан-Шарль де Борда, до складу якої входили такі визначні вчені як Жозеф-Луї Лагранж, П'єр-Симон Лаплас, Гаспар Монж, Ніколя Кондорсе. Де Борда був завзятим ентузіастом десяткової системи. Ідея маятникового стандарту йому не подобалася, оскільки секунда не є десятковою одиницею.
7 квітня 1795 року Національний конвент ухвалив закон про введення метричної системи у Франції й доручив комісарам, до числа яких входили Шарль Кулон, Жозеф-Луї Лагранж, П'єр-Симон Лаплас та інші вчені, провести роботи з експериментального визначення одиниць довжини й маси.
Нововизначена величина отримала назву «метр справжній і остаточний» (фр. metre vrai et définitif).
Задачу вимірювання довжини дуги меридіана за рішенням революційного Конвенту було доручено вченим П'єру Мешену та Жану-Батісту Деламбру. На її виконання пішло шість років, з 1792 по 1798 рік. Причиною затримок були не лише технічні труднощі, а й неспокій революційних часів. За 6 років вчені виміряли дугу паризького меридіана довжиною у 9° 40' від Дюнкерка до Барселони, проклавши ланцюг зі 115 трикутників через всю Францію й частину Іспанії. Згодом, однак, з'ясувалося, що через неправильне врахування полюсного сплющення Землі еталон виявився коротшим на 0,2 мм. Водночас комісія вирахувала значення метра зі старих даних. Розбіжність між новими й старими даними становила 0,03 %.
Цікаво, що у сучасних одиницях це {\displaystyle {\frac {1}{1{,}000\,000\,000\,05}}} метра.
Перший прототип еталона метра було виготовлено з латуні у 1795 році.

### Платиновий еталон

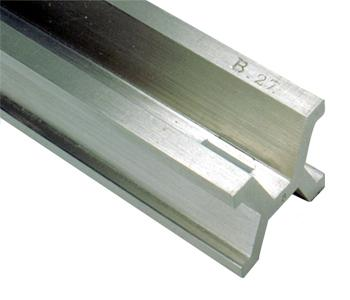
Копія за № 27 платино-іридієвого еталона, що була виготовлена у 1889 році. Вона використовувалася у США з 1893 по 1960 рік як еталон метра

Виходячи з теоретичного визначення та результатів вимірювання частини дуги Паризького меридіана, 1799 року було виготовлено еталон метра у вигляді платинової лінійки шириною близько 25 мм, товщиною близько 4 мм і довжиною, що відповідала одній сорокамільйонній частині Паризького меридіана. Цей еталон дістав назву «метра архіву» («архівного метра»), оскільки його було передано на зберігання до національного архіву Франції.
За часів правління Наполеона метрична система поширилась багатьма країнами Європи. Вигода від її застосування була настільки очевидною, що і після усунення Наполеона від влади запровадження метричних одиниць продовжилось:
1816: Бельгія і Нідерланди
1832: Португалія
1849: Іспанія і Греція
1870: Німеччина
1873: Австрія
1875: Швейцарія.
До кінця XIX століття з великих країн лише у Великій Британії, США, Російській та Османській імперії залишились старі традиційні міри довжини.
Точніші вимірювання Франсуа Араго і Жана-Батіста Біо на початку XIX ст. з'ясували, що еталон не зовсім точно відповідає визначенню метра через довжину меридіана. Попри розбіжність, метр архіву залишився практичним стандартом. Коли у 1867 році виникла ідея встановлення міжнародної системи мір, саме еталон архіву був взятий за одиницю довжини. У 1872 році Міжнародна метрична комісія, враховуючи, що запроваджену «природну» одиницю неможливо знову точно відтворити, вирішила перейти по одиниці, відтворюваної архівним метром.
Метрична конвенція, ухвалена 20 травня 1875 року на Міжнародній дипломатичній конференції 17 держав затвердила метричну систему, що ґрунтувалась на метрі, як одиниці довжини, внісши зміну в еталон. Метр тепер визначався як віддаль між двома штрихами на платиновій лінійці, а не довжиною лінійки. Ця зміна запобігала зміні еталона внаслідок зношування. У 1889 році було виготовлено точніший міжнародний еталон метра. Цей еталон виготовили зі сплаву 90 % платини і 10 % іридію і він мав поперечний переріз у вигляді літери «X», що надавав йому необхідної механічної жорсткості й міцності при згинанні. На обох кінцях нейтральної площини кожної такої міри було нанесено по 3 паралельні штрихи так, щоб віддаль між середніми штрихами обох кінців при 0 °C дорівнювала довжині архівного метра. Було виготовлено 34 міри. У міри № 6 ця довжина виявилась найближчою до довжини архівного метра, і I Генеральна конференція з мір і ваг 1889 року постановила вважати її міжнародним прототипом метра; його залишено для зберігання в Міжнародному бюро мір і ваг у Севрі (побл. Парижа). У Франції залишилось ще 4 міри, а решту було розподілено жеребкуванням між країнами, що їх замовили.
Такий штриховий еталон метра та відповідне визначення самої одиниці з неістотними змінами проіснували до жовтня 1960 року. Використання штрихового еталона метра має два основних метрологічних недоліки: по-перше, втрачається природна міра метра і, по-друге, штрихова міра не може забезпечити необхідну точність його відтворення.

### Криптоновий стандарт

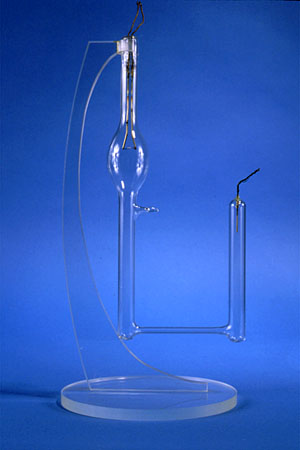
Криптонова лампа, довжина хвилі (близько 606 нм) у спектрі випромінювання якої слугувала між 1960 та 1983 роками основою для визначення еталона метра

Розвиток науки у XX ст. створив потребу і можливість точнішого визначення метра. Зокрема, прецизійність спектроскопічних інструментів стала достатньою для визначення одиниці довжини через довжину хвилі світла.
XI Генеральна конференція мір і ваг 1960 року прийняла таке визначення метра:
| Метр дорівнює довжині 1 650 763,73 довжин хвиль у вакуумі випромінювання, що відповідає переходу між рівнями 2p10 та 5d5 атома криптону-86. |

Практично це означає використання для вимірювання відстаней і довжин інтерферометрів, які можуть відтворити незначні відмінності в довжині у чіткі інтерференційні максимуми й мінімуми.
Світловий еталон метра повернув метру характер природної міри та, як показали подальші дослідження, підвищив точність його відтворення у 100 разів, що мало дуже важливе значення для сучасного приладобудування та точного машинобудування. За допомогою світлового еталона можна забезпечити точність відтворення метра щонайменше 10−9 (замість 10−7 з допомогою штрихової міри).

### Стандарт 1983 року
Нарешті, 1983 року XVII Генеральна конференція мір і ваг (ГКМВ) визнала за потрібне ввести нове визначення метра, яке ґрунтується на значенні фундаментальної сталої — швидкості світла у вакуумі та є чинним і дотепер.
Уведення нового, простішого визначення метра спрощує розуміння його фізичного змісту, це визначення зручне для навчальних цілей, але для відтворення розміру метра, створення його еталона доцільно й нині використовувати визначення, прийняте XI ГКМВ.
Визначене через швидкість світла значення метра може бути відтворене у будь-якій лабораторії світу. Для полегшення відтворюваності точності вимірювання і сумісності результатів, отриманих в різних лабораторіях XVII Генеральна конференція мір і ваг «рекомендувала» використовувати стабілізований йодом гелій-неоновий лазер. Міжнародне бюро мір і ваги визначає довжину хвилі HeNe лазера як 632 991 212.58 фм з відносною стандартною похибкою (U ) 2.1×10−11.
Прогрес сучасної науки та техніки потребує подальшого вдосконалення еталонів довжини. Такі можливості в принципі існують. Зокрема, наприклад, досліджуються можливості застосування новітніх досягнень фізики у вивченні атомних пучків, оптичних квантових генераторів, ефекту Мессбауера тощо для створення нових, точніших еталонів довжини.

### Останні зміни
На XXIV ГКМВ 17—21 жовтня 2011 року ухвалили резолюцію, в якій зокрема, запропоновано у майбутній ревізії Міжнародної системи одиниць (SI) усі визначення основних одиниць сформулювати у новому однотипному виді. Пропоноване нове визначення метра, повністю еквівалентне чинному, у резолюції сформульоване так:
| англ. The metre, symbol m, is the unit of length; its magnitude is set by fixing the numerical value of the speed of light in vacuum to be equal to exactly 299 792 458 when it is expressed in the SI unit m·s−1 Метр, позначення м, є одиницею довжини; його величина встановлюється фіксацією чисельного значення швидкості світла у вакуумі точно рівної 299 792 458, коли вона виражена одиницею SI м·с−1. |

XXV ГКМВ, що відбулася у 2014 році, ухвалила рішення продовжити роботу з підготовки нової ревізії SI, включно з перевизначенням метра, й попередньо намітила закінчити цю роботу до 2018 року, щоб замінити чинну SI оновленим варіантом на XXVI ГКМВ того ж року.
Останнє визначення метра, що було ухвалене XXVI Генеральною конференцією мір і ваг у 2018 році подане на початку.

## Кратні й частинні одиниці
| Кратні                                                                                | Кратні    | Кратні     | Кратні     | Частинні | Частинні  | Частинні   | Частинні   |
| Величина                                                                              | Назва     | Позначення | Позначення | Величина | Назва     | Позначення | Позначення |
| ------------------------------------------------------------------------------------- | --------- | ---------- | ---------- | -------- | --------- | ---------- | ---------- |
| 101 м                                                                                 | декаметр  | дам        | dam        | 10−1 м   | дециметр  | дм         | dm         |
| 102 м                                                                                 | гектометр | гм         | hm         | 10−2 м   | сантиметр | см         | cm         |
| 103 м                                                                                 | кілометр  | км         | km         | 10−3 м   | міліметр  | мм         | mm         |
| 106 м                                                                                 | мегаметр  | Мм         | Mm         | 10−6 м   | мікрометр | мкм        | µm         |
| 109 м                                                                                 | гігаметр  | Гм         | Gm         | 10−9 м   | нанометр  | нм         | nm         |
| 1012 м                                                                                | тераметр  | Тм         | Tm         | 10−12 м  | пікометр  | пм         | pm         |
| 1015 м                                                                                | петаметр  | Пм         | Pm         | 10−15 м  | фемтометр | фм         | fm         |
| 1018 м                                                                                | ексаметр  | Ем         | Em         | 10−18 м  | атометр   | ам         | am         |
| 1021 м                                                                                | зетаметр  | Зм         | Zm         | 10−21 м  | зептометр | зм         | zm         |
| 1024 м                                                                                | йотаметр  | Йм         | Ym         | 10−24 м  | йоктометр | йм         | ym         |
| застосовувати не рекомендовано не застосовуються або рідко застосовуються на практиці |           |            |            |          |           |            |            |

Найменша частинна одиниця метра, що практично використовується у фізиці — фемтометр. 1 фм приблизно відповідає розміру атомного ядра. Атоми хімічних елементів мають розмір в діапазоні від 100 до 200 пм, або, в нанометрах, від 0,1 до 0,2 нм. Фізики використовують також одиницю ангстрем, Ǻ, що дорівнює 10−10 м, тобто:
1 Ǻ = 100 пм = 0,1 нм.

## Співвідношення з іншими одиницями довжини

### Англійська (Американська) система мір
| 1 метр ≈ 0,000207 ліги (сухопутної) | 1 ліга (сухопутна) = 4828,032 метра |
| 1 метр ≈ 0,000621 милі (статутних)  | 1 миля (статутна) = 1609,344 метра  |
| 1 метр ≈ 1,0936 ярда                | 1 ярд = 0,9144 метра                |
| 1 метр ≈ 3,28084 фута               | 1 фут = 0,3048 метра                |
| 1 метр ≈ 39,37 дюйма                | 1 дюйм = 0,0254 метра               |

### Міжнародні морські одиниці довжини
| 1 метр ≈ 0,0005399 морської милі         | 1 морська миля = 1852,3 метра            |
| 1 метр ≈ 0,0053 міжнародних кабельтов    | 1 міжнародний кабельтов = 185,2 метра    |
| 1 метр ≈ 0,5468 фатома (морського сажня) | 1 фатом (морський сажень) = 1,8288 метра |

### Давньоруські міри довжини
| 1 метр ≈ 0,0001028 милі (руської)   | 1 миля (руська) = 9724 метри         |
| 1 метр ≈ 0,000937 версти            | 1 верста = 1066,781 метра            |
| 1 метр ≈ 0,4032 косих сажнів        | 1 косий сажень = 2,48 метра          |
| 1 метр ≈ 0,4686 сажнів              | 1 сажень = 2,134 метра               |
| 1 метр = 1,709 ліктя (українського) | 1 лікоть (український) = 0,585 метра |
| 1 метр ≈ 5,6242 п'яді               | 1 п'ядь = 0,1778 метра               |
| 1 метр ≈ 22,4972 вершка             | 1 вершок = 0,04445 метра             |

### Астрономічні одиниці довжини
| 1 метр ≈ 3,24078∙10−17 парсеків             | 1 парсек = 30 856 775 814 913 670 метрів        |
| 1 метр ≈ 1,057∙10−16 світлових років        | 1 світловий рік = 9 460 730 472 580 800 метрів  |
| 1 метр ≈ 6,6846∙10−12 астрономічних одиниць | 1 астрономічна одиниця = 149 597 870 700 метрів |
| 1 метр ≈ 5,5594∙10−11 світлових хвилин      | 1 світлова хвилина = 17 987 547 480 метрів      |
| 1 метр ≈ 3,3356∙10−9 світлових секунд       | 1 світлова секунда = 299 792 458 метрів         |

## Жаргонізм
На комп'ютерному жаргоні «метр» означає мегабайт. Причому, комп'ютерним «метром» не «міряють», а «важать» . Наприклад: Цей файл важить 5 метрів (Розмір цього файла — 5 мегабайт).

## Виноски
1. ↑  Bureau international des poids et mesures Le Système international d’unités, The International System of Units — 8 — Sèvres: BIPM, 2006. — ISBN 978-92-822-2213-3
2. ↑  6.5.2 // Quantities and units—Part 1: General — 1 — ISO, 2009. — P. 17. — 41 p.
3. 1 2  «Метр» [Архівовано 19 листопада 2016 у Wayback Machine.] / Українська радянська енциклопедія : у 12 т. / гол. ред. М. П. Бажан ; редкол.: О. К. Антонов та ін. — 2-ге вид. — К. : Головна редакція УРЕ, 1974–1985.
4. ↑  ДСТУ ISO 80000-1:2016 Величини та одиниці. Частина 1. Загальні положення (ISO 80000-1:2009; ISO 80000-1:2009/Cor.1:2011, IDT)
5. ↑  Le Système international d’unités (SI) / The International System of Units (SI). — 9th edition. — BIPM, 2019. — P. 130-135. — ISBN 978-92-822-2272-0.
6. ↑  17th General Conference on Weights and Measures (1983), Resolution 1. Архів оригіналу за 26 червня 2013. Процитовано 19 вересня 2012.
7. ↑  Misura Universale, 1675.
8. ↑  Poynting, John Henry; Thompson, Joseph John (1907), A Textbook of Physics: Properties of Matter (вид. 4th), London: Charles Griffin, с. 20, архів оригіналу за 21 вересня 2013, процитовано 15 січня 2011.
9. 1 2  Métrique, Grand dictionnaire universel du XIXe siècle, т. 11, Paris: Pierre Larousse, 1874, с. 163—164.
10. ↑  Деньгуб В. М., Смирнов В. Г. Единицы величин. Словарь-справочник. — М.: Издательство стандартов, 1990. — С. 77—82. — 240 с. — ISBN 5-7050-0118-5
11. ↑  Brief history of the SI (англ.). International Bureau of Weights and Measures. Архів оригіналу за 21 серпня 2011. Процитовано 12 липня 2010.
12. ↑  Гевара И., Карлес П. Измерение мира. Календари, меры длины и математика. — М., 2014. — С. 125—126. — (Мир математики: в 45 томах, том 38) — ISBN 978-5-9774-0733-5.
13. ↑  The International Metre Commission (1870-1872), International Bureau of Weights and Measures, архів оригіналу за 10 січня 2011, процитовано 15 серпня 2010.
14. ↑  The BIPM and the evolution of the definition of the metre, International Bureau of Weights and Measures, архів оригіналу за 7 червня 2011, процитовано 15 серпня 2010.
15. ↑  ПЛАТИНА [Архівовано 23 серпня 2017 у Wayback Machine.] / «Кругосвет» (рос.)
16. ↑  Метр // Большая советская энциклопедия : в 30 т. / главн. ред. А. М. Прохоров. — 3-е изд. — М. : «Советская энциклопедия», 1969—1978. (рос.)
17. ↑  
МБМВ надає список рекомендованих частот на своєму сайті. Гляньте Recommended values of standard frequencies. BIPM. 9 вересня 2010. Архів оригіналу за 12 травня 2013. Процитовано 22 січня 2012.
18. ↑  
Пояснення, що таке відносна стандартна похибка на сайті NIST: Standard Uncertainty and Relative Standard Uncertainty. The NIST Reference on constants, units, and uncertainties: Fundamental physical constants. NIST. Архів оригіналу за 12 травня 2013. Процитовано 19 грудня 2011.
19. ↑  On the possible future revision of the International System of Units, the SI [Архівовано 4 березня 2012 у Wayback Machine.] Resolution 1 of the 24th meeting of the CGPM (2011)
20. 1 2  The «explicit-constant» formulation [Архівовано 22 серпня 2017 у Wayback Machine.](англ.) на сайті Міжнародного бюро мір і ваги
21. ↑  On the future revision of the International System of Units, the SI. Resolution 1 of the 25th CGPM (2014) (англ.). BIPM. Архів оригіналу за 14 травня 2017. Процитовано 2015-10-9.
22. ↑  Герасименко Н. О. МИЛЯ [Архівовано 2 квітня 2013 у Wayback Machine.] // Енциклопедія історії України: Т. 6: Ла-Мі / Редкол.: В. А. Смолій (голова) та ін. НАН України. Інститут історії України. — К.: Наукова думка, 2009. — 790 с.
23. ↑  Герасименко Н. О. ЛІКОТЬ // Енциклопедія історії України: Т. 6: Ла-Мі / Редкол.: В. А. Смолій (голова) та ін. НАН України. Інститут історії України. — К.: Наукова думка, 2009. — 790 с.